# Neuroblast
Neuroblast – komórka macierzysta dla neuronów oraz komórek glejowych. Neuroblasty różnicują się w kierunku neuronów i komórek gleju przede wszystkim w okresie embrionalnym, ale proces neurogenezy zachodzi również w mózgowiu ssaków w okresie postnatalnym. Wykazano obecność neuroblastów w strefie przyziarnistej zakrętu zębatego i w strefie przykomorowej komór bocznych (ang. subventricular zone, SVZ)
Neuroblasty drozofili są modelowymi komórkami w badaniach nad neurogenezą u eukariontów. Neuroblasty typu I podlegają asymetrycznym podziałom, samoodnawiając się i tworząc tzw. ganglion mother cells (GMC), z których po kolejnym podziale powstają neurony lub komórki gleju. Neuroblasty typu II również samoodnawiają się, tworząc kolejne neuroblasty i tzw. immature intermediate precursors (INP), które mają zdolność odnawiania swojej puli i tworzenia GMC. GMC mogą podzielić się raz, tworząc dwa niezróżnicowane neurony (postmitotyczne neuroblasty) lub dwie niezróżnicowane komórki gleju (postmitotyczne glioblasty).
Z powodu ograniczeń etycznych pozyskiwanie ludzkich neuroblastów jest trudne.
Termin neuroblastów wprowadził do neuroanatomii Wilhelm His w 1889 roku.